# Contact (bande originale)
Contact - Music from the Motion Picture est la bande originale, distribuée par Warner Bros. Records, du film de science-fiction américain Contact, réalisé par Robert Zemeckis en 1997. C'est le compositeur américain Alan Silvestri qui en a écrit intégralement la partition musicale.

## Liste des titres
Toute la musique est composée par Alan Silvestri.
| 1.    | Awful Waste of Space  | 1:41 |
| 2.    | Ellie's Bogey         | 3:23 |
| 3.    | The Primer            | 6:19 |
| 4.    | Really Confused       | 1:18 |
| 5.    | Test Run Bomber       | 4:25 |
| 6.    | Heart Attack          | 1:29 |
| 7.    | Media Event           | 1:24 |
| 8.    | Button Me Up          | 1:18 |
| 9.    | Good To Go            | 5:11 |
| 10.   | No Words              | 1:42 |
| 11.   | Small Moves           | 5:35 |
| 12.   | I Believe Her         | 2:31 |
| 13.   | Contact - End Credits | 7:58 |
| 44:21 |                       |      |

## Musiques additionnelles
- Outre les titres présents, sur l'album, on entend aussi durant le film les morceaux suivants[1] :
  - Who Needs Wings to Fly
    - Écrit par Dominic Frontiere et Sid Wayne

  - Purple People Eater
    - Écrit par Sheb Wooley
    - Produit par Jimmy Buffett et Mike Utley
    - Interprété par Jimmy Buffett

  - Spaceman
    - Écrit et interprété par Harry Nilsson
    - Avec l'aimable autorisation de RCA Records Label of BMG Entertainment

  - Spirit in the Sky
    - Écrit et interprété par Norman Greenbaum
    - Avec l'aimable autorisation de Trans/Tone Productions, Inc.

  - Old Time Religion
    - Arrangé par Jim Ed Norman, Kim Forester Keefe, June Forester, Kathy Forester Adkins et Christy Forester Smith
    - Interprété par The Forester Sisters
    - Avec l'aimable autorisation de Warner Bros. Records Inc.
    - Par arrangement avec Warner Special Products

  - El Corazon Herido
    - Interprété par Efrin Toro, Oskar Cartaya et Ramon Stagnaro

  - Semi-Charmed Life (non crédité)
    - Écrit par Stephan Jenkins
    - Interprété par Third Eye Blind

  - Angry Days (non crédité)
    - Interprété par Lagwagon

  - Wannabe (non crédité)
    - Interprété par Spice Girls

  - God Shuffled His Feet (non crédité)
    - Interprété par Crash Test Dummies

  - Funkytown (non crédité)
    - Interprété par Lipps Inc.

  - Please, Mr. Postman (non crédité)
    - Interprété par The Marvelettes

- Les titres suivants, non crédités, sont joués brièvement au cours de la séquence d'ouverture.

- - Funkytown
    - Écrit par Steven Greenberg

  - Boogie Oogie Oogie
    - Écrit par Janice Marie Johnson et Perry Kibble
    - Interprété par A Taste of Honey

  - Fire
    - Écrit par Willie Beck, James 'Diamond' Williams, Marshall E. Jones, Leroy 'Sugarfoot' Bonner, Marvin Pierce, Ralph Middlebrooks et Clarence Satchell

  - White Bird
    - Écrit par David LaFlamme et Linda LaFlamme
    - Interprété par It's a Beautiful Day

  - The Twilight Zone
    - Musique de Bernard Herrmann

  - Itsy Bitsy Teenie Weenie Yellow Polka Dot Bikini
    - Écrit par Lee Pockriss et Paul Vance
    - Interprété par Brian Hyland

  - Volare
    - De la chanson "Nel blu, dipinto di blu"
    - Musique de Domenico Modugno
    - Texte de Franco Migliacci
    - Texte anglais Mitchell Parish

  - Over the Rainbow
    - Musique d'Harold Arlen
    - Texte d'E.Y. Harburg
    - Interprété par Judy Garland

  - The Gold Diggers' Song (We're in the Money)
    - Musique d'Harry Warren
    - Texte d'Al Dubin